# Station Głomno
Station Głomno was een spoorwegstation in de Poolse plaats Głomno. Het station lag aan de in 1866 geopende spoorlijn van de Ostpreußische Südbahn van Koningsbergen (sinds 1946 Kaliningrad) naar Lyck (nu Ełk) en verder naar Białystok en Brest-Litovsk. 
Na 1945 werd Głomno het laatste station voor de grens met de Sovjet-Unie. Tot 1991 reden er nog personentreinen. Naar Kaliningrad vond tot 2001 alleen nog goederenvervoer plaats. Vanuit de Oblast Kaliningrad tot Głomno lag eveneens het Russische breedspoor.